# E-Prix di Pechino 2014
L'E-Prix di Pechino 2014 è stato il primo evento automobilistico disputato da sole vetture elettriche. La gara è stata vinta da Lucas Di Grassi, brasiliano del team ABT.

## Risultati

### Qualifiche
La prima pole position del nuovo campionato è stata conquistata da Nicolas Prost, appartenente al 3º gruppo di piloti scesi in pista. Non riescono a registrare un tempo Stéphane Sarrazin e Jarno Trulli, appartenenti al 1º gruppo, e Bruno Senna nel 4º gruppo. Al termine delle qualifiche si è avuta la seguente situazione:
| Pos.                       | Nº | Pilota            | Squadra            | Tempo    | Distacco  | Griglia |
| -------------------------- | -- | ----------------- | ------------------ | -------- | --------- | ------- |
| 1                          | 8  | Nicolas Prost     | e.dams Renault     | 1:42.200 |           | 1       |
| 2                          | 11 | Lucas Di Grassi   | Audi Sport ABT     | 1:42.306 | +0.106    | 2       |
| 3                          | 66 | Daniel Abt        | Audi Sport ABT     | 1:42.454 | +0.254    | 3       |
| 4                          | 5  | Karun Chandhok    | Mahindra Racing    | 1:42.461 | +0.261    | 4       |
| 5                          | 27 | Franck Montagny   | Andretti Autosport | 1:42.530 | +0.330    | 8       |
| 6                          | 23 | Nick Heidfeld     | Venturi            | 1:42.579 | +0.379    | 5       |
| 7                          | 3  | Jaime Alguersuari | Virgin Racing      | 1:42.683 | +0.483    | 6       |
| 8                          | 28 | Charles Pic       | Andretti Autosport | 1:42.726 | +0.526    | 7       |
| 9                          | 9  | Sébastien Buemi   | e.dams Renault     | 1:42.746 | +0.546    | 18      |
| 10                         | 99 | Nelson Piquet Jr. | China Racing       | 1:42.785 | +0.585    | 9       |
| 11                         | 6  | Oriol Servià      | Dragon Racing      | 1:42.847 | +0.647    | 10      |
| 12                         | 2  | Sam Bird          | Virgin Racing      | 1:42.918 | +0.718    | 11      |
| 13                         | 7  | Jérôme d'Ambrosio | Dragon Racing      | 1:44.056 | +1.856    | 12      |
| 14                         | 55 | Takuma Satō       | Amlin Aguri        | 1:44.129 | +1.929    | 13      |
| 15                         | 88 | Ho-Pin Tung       | China Racing       | 1:45.282 | +3.082    | 17      |
| 16                         | 77 | Katherine Legge   | Amlin Aguri        | 1:45.369 | +3.169    | 14      |
| 17                         | 18 | Michela Cerruti   | Trulli             | 1:46.170 | +3.970    | 16      |
| Tempo limite 107% 1:49.354 |    |                   |                    |          |           |         |
| 18                         | 10 | Jarno Trulli      | Trulli             | 2:16.788 | +34.588   | 20      |
| 19                         | 21 | Bruno Senna       | Mahindra Racing    | 2:32.729 | +50.529   | 15      |
| 20                         | 30 | Stéphane Sarrazin | Venturi            | 3:22.723 | +1:40.523 | 19      |

### Gara
La gara ha fatto segnare la vittoria di Lucas Di Grassi grazie all'incidente avvenuto all'ultimo giro tra Nicolas Prost e Nick Heidfeld: i due si sono toccati durante un tentativo di sorpasso del tedesco sul figlio di Alain, in quel momento in testa.
| Pos. | Nº | Pilota            | Squadra            | Giri | Tempo/Ritiro | Griglia | Punti |
| ---- | -- | ----------------- | ------------------ | ---- | ------------ | ------- | ----- |
| 1    | 11 | Lucas Di Grassi   | Audi Sport ABT     | 25   | 52:23.413    | 2       | 25    |
| 2    | 27 | Franck Montagny   | Andretti Autosport | 25   | +2.867       | 8       | 18    |
| 3    | 2  | Sam Bird          | Virgin Racing      | 25   | +6.559       | 11      | 15    |
| 4    | 28 | Charles Pic       | Andretti Autosport | 25   | +19.301      | 7       | 12    |
| 5    | 5  | Karun Chandhok    | Mahindra Racing    | 25   | +23.952      | 4       | 10    |
| 6    | 7  | Jérôme d'Ambrosio | Dragon Racing      | 25   | +31.664      | 12      | 8     |
| 7    | 6  | Oriol Servià      | Dragon Racing      | 25   | +41.968      | 10      | 6     |
| 8    | 99 | Nelson Piquet Jr. | China Racing       | 25   | +43.896      | 9       | 4     |
| 9    | 30 | Stéphane Sarrazin | Venturi            | 25   | +43.975      | 19      | 2     |
| 10   | 66 | Daniel Abt        | Audi Sport ABT     | 25   | +1:02.507    | 3       | 1     |
| 11   | 3  | Jaime Alguersuari | Virgin Racing      | 25   | +2:00.613    | 6       |       |
| 12   | 8  | Nicolas Prost     | e.dams Renault     | 24   | Incidente    | 1       | 3     |
| 13   | 23 | Nick Heidfeld     | Venturi            | 24   | Incidente    | 5       |       |
| 14   | 18 | Michela Cerruti   | Trulli             | 24   | +1 giro      | 16      |       |
| 15   | 77 | Katherine Legge   | Amlin Aguri        | 24   | +1 giro      | 14      |       |
| 16   | 88 | Ho-Pin Tung       | China Racing       | 23   | +2 giri      | 17      |       |
| Rit  | 55 | Takuma Satō       | Amlin Aguri        | 21   | Ritiro       | 13      | 2     |
| Rit  | 9  | Sébastien Buemi   | e.dams Renault     | 14   | Ritiro       | 18      |       |
| Rit  | 10 | Jarno Trulli      | Trulli             | 2    | Ritiro       | 20      |       |
| Rit  | 21 | Bruno Senna       | Mahindra Racing    | 0    | Incidente    | 15      |       |

## Classifiche

### Piloti
| Pos. | Pilota          | Punti |
| ---- | --------------- | ----- |
| 1    | Lucas Di Grassi | 25    |
| 2    | Franck Montagny | 18    |
| 3    | Sam Bird        | 15    |
| 4    | Charles Pic     | 12    |
| 5    | Karun Chandhok  | 10    |

### Team
| Pos. | Team               | Punti |
| ---- | ------------------ | ----- |
| 1    | Andretti Autosport | 30    |
| 2    | Audi Sport ABT     | 26    |
| 3    | Virgin Racing      | 15    |
| 4    | Dragon Racing      | 14    |
| 5    | Mahindra Racing    | 10    |